# Thankmar von Münchhausen (Journalist)
Thankmar Adolf-Otto Jork Freiherr von Münchhausen (* 12. Januar 1932 in Breslau, Provinz Niederschlesien) ist ein deutscher Journalist, von 1976 bis 1998 Auslandskorrespondent, Autor und Historiker.

## Leben
Thankmar Freiherr von Münchhausen ist der Sohn von Hilmar Freiherr von Münchhausen (* 1894) und dessen Ehefrau Jutta Freiin von König (1896–1961). Er wuchs in Niederschwedeldorf in der Grafschaft Glatz auf. Dort besaß die Familie von Münchhausen seit 1815 das einst dem Jesuitenkolleg Glatz gehörende Niederschwedeldorfer Stiftsgut, das sein Vater bewirtschaftete. Nach dem Übergang Schlesiens an Polen 1945 wurde die Familie 1946 aus Niederschwedeldorf vertrieben und kehrte auf ihren Stammsitz in Stolzenau an der Weser zurück.
Münchhausen legte 1954 in Petershagen das Abitur ab. 1955 begann er, Politische Wissenschaft, Soziologie und Geschichte zu studieren. Von Münchhausen studierte in Heidelberg, Paris, Bonn und Köln. Er wurde 1962 an der Philosophischen Fakultät der Universität Heidelberg mit einer Dissertation über Ziele und Widerstände der französischen Algerienpolitik von 1945 bis 1958 promoviert.
Noch im gleichen Jahr trat er in die Redaktion der Frankfurter Allgemeinen Zeitung ein. Von 1976 bis 1998 berichtete er als deren politischer Korrespondent aus Paris. Während dieser Zeit veröffentlichte er mehrere Bücher zur Geschichte Frankreichs und der Stadt Paris. Münchhausen blieb nach dem Ende seiner hauptberuflichen Tätigkeit für die Frankfurter Allgemeine Zeitung in Paris, wo er auch heute noch wohnt.

## Auszeichnungen
- 2007: Bundesverdienstkreuz I. Klasse

## Schriften
- Kolonialismus und Demokratie. Die französische Algerienpolitik 1945–1962. Weltforum-Verlag, München 1977, ISBN 3-8039-0133-2.
- Mameluken, Paschas und Fellachen. Berichte aus dem Reich Mohammed Alis 1801–1849. Edition Erdmann, Tübingen 1982, ISBN 3-88639-508-1.
- Bilder des Orients. Berichte und Analysen. Societäts-Verlag, Frankfurt am Main 1990, ISBN 3-7973-0481-1.
- Eiffels Turm. Streifzüge durch die Geschichte Frankreichs. Societäts-Verlag, Frankfurt am Main 2000, ISBN 3-7973-0736-5.
- Paris. Geschichte einer Stadt von 1800 bis heute. Deutsche Verlags-Anstalt, München 2007, ISBN 3-421-05443-6.
- 72 Tage. Die Pariser Kommune 1871 – die erste „Diktatur des Proletariats“. Deutsche Verlags-Anstalt, München 2015, ISBN 978-3-421-04440-2.